# Tenis ziemny na Letnich Igrzyskach Olimpijskich 1896

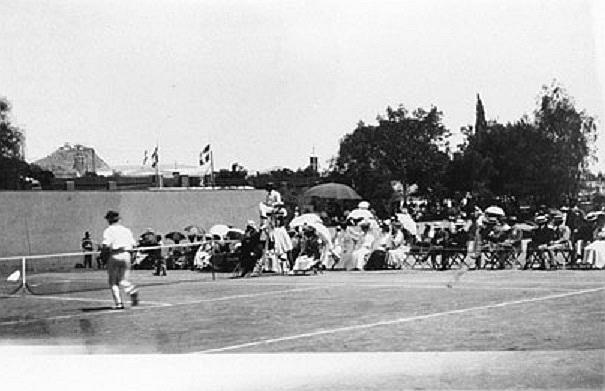
Mecz finałowy w grze pojedynczej

Turniej tenisa ziemnego na Letnich Igrzyskach Olimpijskich w 1896 w Atenach odbył się w dniach od 8 do 11 kwietnia. Wzięło w nim udział 13 zawodników z 6 krajów, w tym 7 Greków. Wiele par w turnieju deblowym występowało w drużynie mieszanej.

## Medaliści
Medale w kolorach złotym, srebrnym i brązowym zostały przyznane w późniejszym okresie przez Międzynarodowy Komitet Olimpijski; pierwotnie zwycięzcy otrzymali srebrne medale, a zawodnicy z kolejnych miejsc nie dostali żadnych nagród.
| Konkurencja    | Złoty                            | Srebrny                                    | Brązowy                                   |
| Gra pojedyncza | John Pius Boland                 | Dimitrios Kasdaglis                        | Konstandinos Paspatis Momcsilló Tapavicza |
| Gra podwójna   | John Pius Boland Friedrich Traun | Dimitrios Petrokokinos Dimitrios Kasdaglis | Teddy Flack George Stuart Robertson       |

## Klasyfikacja medalowa
| lp. | Państwo          | Złoty | Srebrny | Brązowy | Suma |
| 1   | Drużyna mieszana | 1     | 0       | 1       | 2    |
| 2   | Wielka Brytania  | 1     | 0       | 0       | 1    |
| 3   | Królestwo Grecji | 0     | 2       | 1       | 3    |
| 4   | Węgry            | 0     | 0       | 1       | 1    |

Prócz wymienionych powyżej państw, w zawodach brała udział także Francja, lecz nie zdobyła żadnych medali. Australia i Cesarstwo Niemieckie zdobyły medale tylko jako zespoły mieszane.